# Yaxe, Oaxaca
Yaxe là một đô thị thuộc bang Oaxaca, México. Năm 2005, dân số của đô thị này là 2442 người.